# Wilhelm Klemm
Wilhelm Karl Klemm (Guhrau, Niederschlesien, 5 gener 1896 - Gdańsk, 24 octubre 1985) fou un químic inorgànic i gestor científic alemany, considerat, juntament amb Paul Langevin, un dels pares de la magnetoquímica.

## Biografia
Després de servir a l'exèrcit entre 1914 i 1919, Klemm inicià els seus estudis de química a la Universitat de Breslau, i es graduà el 1923. Es doctorà en el camp de la química inorgànica a la Universitat de Hannover el 1927 amb Wilhelm Biltz (1877-1943), i el 1929 fou nomenat professor associat. El 1933 acceptà un lloc de professor a la Universitat Tècnica de Gdańsk, on fins al 1945 dirigí el Departament de Química Inorgànica. Els anys 1944-1945 fou vicerector de la Universitat. Després de sobreviure a la desnazificació -era membre del Partit Nacional Socialista i donava suport a membres de les SS- anà el 1947 a Kiel fins al seu retir a Munster. Fou president de la Societat Química Alemanya -que actualment dona un premi en el seu honor-, de 1965 a 1967 fou president de la IUPAC. Fou guardonat amb diversos doctorats honoris causa, i entre altres premis rebé el 1966 la creu federal del mèrit de la República Federal Alemanya. Fou coeditor de les revistes Zeitschrift für anorganische und allgemeine Chemie i de la Chemisches Zentralblatt.

## Obra
A Hannover creà la magnetoquímica, escrivint el llibre Magnetochemie que fou la principal referència fins a mitjan segle XX per a tots els químics en aquest camp. A Gdańsk estudià composts de fluor (SF₆, SeF₆, TeS₆, MoS₆ i WF₆) i refinà els plantejaments del químic alemany Eduard Zintl (1898-1941) sobre l'estructura de l'enllaç intermetàl·lic i establí el concepte de Zintl-Klemm. A Munster estudià sistemes intermetàl·lics (Li/Cu, Mn/Hg, A/M = As-Bi, etc.). El seu llibre de text per a química inorgànica (el «petit Klemm» de la col·lecció Göschen) i la seva introducció experimental a la química inorgànica (el «Biltz-Klemm-Fischer») foren llibres molt emprats pels estudiants de química alemanys.